# Er muß sie haben
Er muß sie haben ist ein mittellanges, österreich-ungarisch-deutsches Verkleidungslustspiel aus dem Jahre 1917 von Alfred Halm mit Heinrich Eisenbach in der Hauptrolle.

## Handlung
„Ich muss sie einfach haben“, denkt sich Willibald Klug, seines Zeichens vielseitig begabter Schauspieler, im Angesicht der liebreizenden Gisa Putz, als er diese das erste Mal auf der Straße sieht. Willibald ist derart entzückt von der jungen Wienerin, dass er ihr regelrecht nachsteigt und bis zur Wohnungstür folgt, die sie ihm aber angesichts von soviel Impertinenz vor der Nase zuschlägt. Klug versucht sich fortan dem Mädchen in allerlei Maskeraden zu nähern, doch folgt eine Schlappe der nächsten, denn Gisas Vater, der Rentner Putz, hat ein waches Auge auf sein Töchterchen. Es wird also Zeit, so denkt sich Willibald, dass der Vater nicht länger seinem Glück im Wege steht. Klug hat auch schon eine kluge Idee: Als der Schauspieler sieht, wie Vater Putz seiner Schauspielkollegin Gerda penetrant nachstellt, bittet er selbige, ihm zu helfen. 
Gerda lässt sich darauf ein und gewährt dem lüsternen Alten ein Rendezvous. Gerdas Antwortschreiben übergibt Willibald höchstselbst in der Verkleidung eines typischen Wiener Dienstmannes. Dann schlüpft Klug in die Maskerade eines Kellners und provoziert im Restaurant einen Skandal, der dazu führt, dass der Alte achtkantig aus dem Lokal geworfen wird. Rasch eilt Putz zur Wohnung „seiner“ Gerda. Dort erwartet ihn bereits ein Juwelier, natürlich gleichfalls von Willibald verkörpert, und anschließend Gerdas Onkel, ein weiterer Auftritt des Schauspielers, der damit Putz an den Rand des Wahnsinns zu treiben versucht. So wird er seines eigenen Rings verlustig, ehe er bemerkt, wie ihm geschieht. Dafür fällt wenig später Gisa auf, dass ihrem Vater plötzlich der Ring fehlt. Ein auf einmal auftauchender Detektiv, natürlich erneut Willibald Klug, erklärt dem verdutzten alten Putz, dass Gerda von einem Kriminellen, dem Mitglied einer Diebesbande, verfolgt werde.
Rasch will Putz zu Gerdas Wohnung zurückeilen, da lässt ihn ein die Szenerie überwachender Polizist nicht weiter schreiten. Auch diese Type ist nichts weiter als eine Darstellung Klugs. Der angebliche Detektiv lässt nun Putz einen Brief zukommen, in dem er den Alten auffordert, sich in die Wohnung Gerdas zu begeben. Hier soll sich die Diebesbande zusammengerottet haben. Vor Ort kommt es zur großen Demaskierung: Willibald Klug präsentierten sich dem Geleimten gegenüber in sämtlichen Verkleidungen. Dabei wird Putz klar, dass er bei all seinen amourösen Unternehmungen von ein und derselben Person ununterbrochen beobachtet wurde. Willibald glaubt sich bereits am Ziel seiner Wünsche, da muss er von Putz hören, dass dieser dennoch nicht bereit ist, ihm die Hand seiner Tochter Gisa zu überlassen. Erst als Willibald droht, Vater Putz öffentlich bloßzustellen, gibt der störrische Alte widerwillig sein Einverständnis zu einer Verbindung mit seiner Tochter.

## Produktionsnotizen
Er muß sie haben entstand Anfang 1917 und wurde im April 1917 uraufgeführt, Massenstart war am 21. Dezember 1917 in Wien. Die Groteske, in der Eisenbach in sieben verschiedenen Verkleidungen zu sehen ist, besaß eine Länge von 1025 Metern, verteilt auf drei Akte. 
Arnold Pressburger übernahm die Produktionsleitung.

## Kritik
In Wiens Neue Kino-Rundschau heißt es: „In diesem Film belustigen wir uns an der Verwandlungskunst Heinrich Eisenbachs, der als hartnäckiger Liebhaber in sieben Verkleidungen auftritt, um das Mädchen, das er sich in den Kopf gesetzt hat, zu erringen. Köstlich ist es, zu beobachten, wie der Künstler in jeder seiner Rollen in trefflich karrikierter [sic!] Form wiedergibt.“